# Tiro con l'arco
Il tiro con l'arco è uno sport di antiche origini. Diverse, nelle gare nazionali e internazionali, sono le prove che contraddistinguono questa disciplina.

## Generalità
L'arco come arma, ma anche come strumento di caccia, svago e di sport è uno dei primi congegni primitivi evoluti e certamente una tra le invenzioni più originali dell'umanità, che lo ha sviluppato, nelle varie aree del pianeta, in tempi diversi e indipendenti.
Si ritiene che la prima raffigurazione di un arco si possa indicare in delle Incisioni rupestri di circa trentamila anni fa. Sicuramente sin dal Paleolitico l'umanità si serviva di questo strumento come sistema di caccia per tentare di colpire le prede mantenendosi a distanza di sicurezza.
Il tiro con l'arco comparve per la prima volta ai Giochi olimpici del 1900 a Parigi. Escluso dopo il 1920 è stato riammesso a partire dalle Olimpiadi di Monaco di Baviera del 1972; da allora è una delle specialità olimpiche.
In Italia il tiro con l'arco fu a lungo considerato poco più di un passatempo per ragazzi; iniziò ad essere praticato come sport negli anni trenta, sotto il regime fascista: questa era infatti la disciplina riservata alle "Giovani Italiane". Fu organizzato anche un campionato femminile promosso dall'Accademia di Educazione Fisica di Orvieto.
In Veneto, nel dopoguerra, i militari statunitensi si esercitavano nel tempo libero con equipaggiamento importato dai paesi di origine, traendo spunto da queste esperienze, Paolo Polo, considerato il decano dell'Arcieria italiana fondò nel 1956 la Compagnia arcieri di Treviso, mentre, nello stesso anno, Massimiliano fondava a Milano l’ABA (Associazione balestrieri arcieri). Nei cinque anni successivi vennero costituite le altre tre compagnie che nel 1961 avrebbero promosso la costituzione della Federazione Italiana di Tiro con l’Arco (FITARCO), aperta ai praticanti di entrambi i sessi: nel 1958 la Compagnia Malpaga Colleoni di Bergamo, fondata da Giusi Pesenti, altro pioniere dell'arcieria italiana, nel 1961 gli Arcieri di Gorizia e l’ABA di Roma.

## Componenti e accessori
Ogni arco è composto da diverse parti; le nozioni riportate in questa sezione sono da riferirsi, eccetto per alcune voci, all'arco olimpico. 
Tra le componenti si possono distinguere:
- Riser
- Flettenti
- Corda
- Rest
- Bottone
- Mirino
- Clicker
- Stabilizzatore

Tra gli equipaggiamenti dell'arciere troviamo:
- Frecce
- Dragona o Dragonne
- Patelletta o Tab
- Sgancio Meccanico
- Faretra
- Parabraccio
- Paraseno

### Il riser

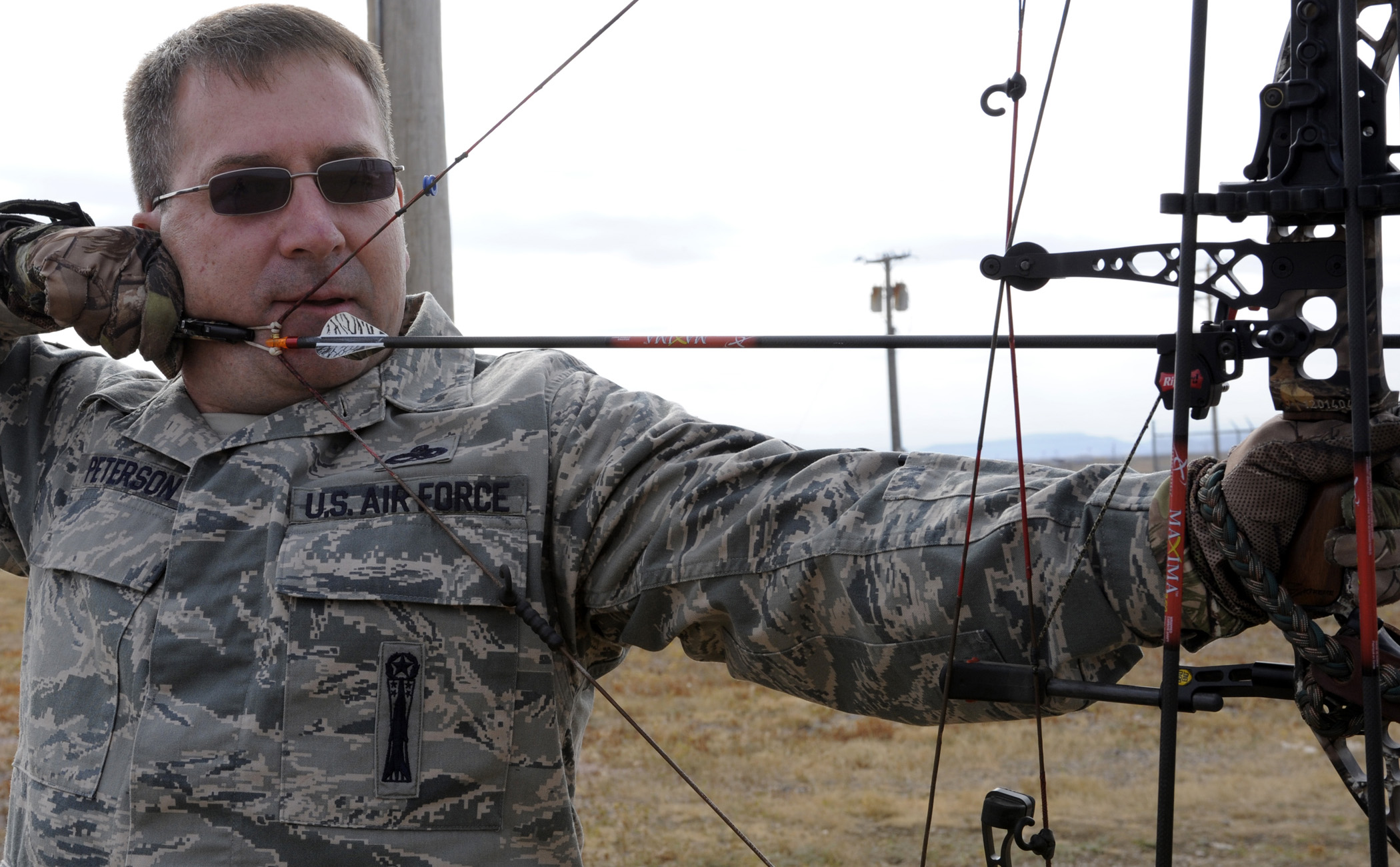
Tecniche di tiro con l'arco sicure

Il riser è il corpo centrale dell'arco, ovvero la parte che si impugna appoggiando la mano sulla "grip" (impugnatura) quando si tira. Ne esistono di diversi tipi, materiali (legno, alluminio, carbonio) e lunghezze, costruiti anche con diverse tecniche, tra cui la fresatura di un unico blocco di metallo. Negli archi TD ("take-down", smontabili) costituisce il supporto su cui vengono montati i flettenti ed i vari accessori come mirino, bottone, rest, clicker, stabilizzatore centrale e stabilizzatori laterali (in gergo "baffi").

### I flettenti
I due flettenti sono, come dice il nome stesso, la parte dell'arco che si flette, a cui viene agganciata la corda. Sono costruiti in diversi materiali (legno, carbonio, fibra, ceramica). Sono caratterizzati da due parametri, la lunghezza ed il libbraggio, cioè l'equivalente in massa espresso in libbre della forza teorica impressa alla freccia al momento del rilascio. Queste due variabili vanno scelte in base alle caratteristiche fisiche e alle esigenze dell'arciere che li utilizzerà.
Negli archi TD costituiscono parti separate da montare sul riser, fissabili a incastro o tramite una vite; negli archi monolitici sono un naturale prolungamento dell'impugnatura.

### La corda
La corda può essere composta da filamenti di diverso materiale: in fibre naturali (ad esempio il lino) o sintetiche (ad esempio il fast flight). Nella parte centrale della corda c'è un filamento rinforzato più spesso, detto "serving", dove vengono fissati i punti di incocco, i quali indicano dove va posizionata la freccia.
A seconda del tipo di intreccio si distinguono corde di tipo "continuo" e corde di tipo "flemish". 
Nelle corde continue i loop (gli anelli tramite i quali la corda mette in tensione l'arco) vengono realizzati allargando i trefoli alle estremità ed avvolgendoli con un serving (in effetti queste corde sono composte da un unico filamento che fa molti giri (12 o più).
Nelle flemish invece viene realizzata una impiombatura particolare dei due capi della corda.
Le corde per archi compound non rientrano in queste due categorie, in quanto quasi ogni modello di arco di questo tipo necessita di un set di corde e cavi particolare ed unico.

### Il rest
Comunemente detto "poggiafreccia", è fissato al riser (solitamente tramite incollaggio) e, come dice il suo nome, serve da appoggio per la freccia quando si tira, in modo che la freccia non cada mentre si sta aprendo l'arco (con possibili conseguenze gravi) e la traiettoria di quest'ultima non venga deviata in partenza.

### Il bottone
Formalmente detto "bottone elastico" o "bottone di pressione", spesso chiamato "Berger Button" dal nome del suo ideatore, è un sistema di ammortizzazione che consente di adattare la flessibilità della freccia all'effettiva forza (libbraggio o peso di trazione) dell'arco. Ne sono in commercio diversi tipi, con regolazioni più o meno precise della molla di pressione.

### Il mirino
Il mirino costituisce un sistema di puntamento, regolato a discrezione dell'arciere, a seconda della distanza del bersaglio e delle condizioni di luce e climatiche (per tener conto della direzione e dell'intensità del vento). Ne esistono diversi modelli, a seconda del tipo di arco utilizzato: quelli per arco "ricurvo" (olimpico) hanno misura fissa nel diametro e nella larghezza della diottra, senza lente di ingrandimento. Quelli per arco compound hanno una diversa regolazione e lenticolarità della diottra per l'arco (con demoltiplicatori eccentrici della forza dell'arco) e presentano una lente di ingrandimento della diottra e una bolla da livello per allineare l'arco al bersaglio perpendicolarmente al suolo.

### Il clicker
Il clicker è una linguetta metallica impiegata nell'arco olimpico che funziona da "motivatore di sgancio e di allungo", cioè scatta quando nel tendere l'arco si è raggiunta tutta la lunghezza possibile della freccia, garantendo all'arciere un allungo costante.
Il suo nome deriva dal "click" che si produce quando la punta della freccia esce dalla linguetta metallica e di conseguenza la linguetta scatta indietro, appena prima dello scocco della freccia.

### Lo stabilizzatore
Lo stabilizzatore è un'asta, in genere di alluminio o carbonio, che serve per smorzare i movimenti e le vibrazioni dell'arco al momento del rilascio. Può essere composta da diverse parti: un'asta centrale, due aste laterali a 45° dette "baffi" e un giunto angolato detto "v-bar" che connette insieme le tre parti. Negli archi compound generalmente si usa una sola asta centrale, mentre gli archi olimpici solitamente usano una stabilizzazione completa (asta centrale, baffi e v-bar).

### Le frecce
Asta, cocca, punta e impennaggio sono le parti che costituiscono la freccia. L'asta è il corpo, la punta è la parte anteriore che andrà ad impattare sul bersaglio, la cocca è la parte posteriore, la quale si inserisce sulla corda, e l'impennaggio è costituito da, solitamente, tre penne (dette alette) con la funzione di stabilizzare il volo della freccia stessa. 
Così come l'arco, anche la freccia ha subìto una trasformazione nel corso degli anni: dal legno di cedro o di tiglio si è passati alle frecce in alluminio, per poi arrivare a quelle in carbonio e alluminio/carbonio. Si noti comunque che tutti i tipi di materiale sono tuttora impiegati, a seconda della specialità praticata. Diametro, lunghezza, peso, tipo di impennatura o di punte di freccia da utilizzare sono da selezionare sempre in relazione al fisico dell'arciere, alla forza dell'arco e al tipo di tiro (Indoor, FITA, Hunter & Field, ecc.). In generale le frecce di diametro maggiore consentono di coprire un'area maggiore sulla visuale (il bersaglio), ma sono più soggette al vento e influenzate da movimenti sbagliati, mentre le frecce più sottili sono più veloci e leggere. Tuttavia quest'ultimo tipo di freccia non è adatto per l'arco compound in quanto questo tipo di arco scarica molta energia e ha quindi bisogno di frecce più grandi. Nel tiro FIARC con l'arco Longbow sono obbligatorie per regolamento le frecce di legno.

### La dragona
La dragona (o "dragonne") è un cordino usato negli archi moderni (nudo, olimpico e compound) che lega la mano dell'arciere al riser in modo da impedire all'arco di cadere durante l'azione e poter tenere la mano il più rilassata possibile quando si tira, evitando in questo modo di imprimere forze che possono causare interferenze alla freccia. Ne esistono due tipi principali: quelle che si legano al dito e quelle che si legano al polso.

### La patella
La patella (o "tab") è composta da diversi strati di pelle, cuoio o materiali sintetici. Serve per proteggere le tre dita che tirano la corda dalle abrasioni e dalle microfratture che sono causate dal rilascio. Ne esistono di varie misure, forme e colori; l'ideale è modellarla sulle dita dell'arciere che deve utilizzarla. Per la divisione Arco nudo FITARCO, la patelletta può avere cuciture equidistanti, che possono funzionare come riferimento per l'arciere per praticare lo string walking (metodo di mira).
In alcune specialità alla patelletta si preferisce un tipico guantino in pelle rinforzata, a tre dita (indice, medio, anulare) che consente una maggior rapidità di tiro.

### Lo sgancio meccanico
Lo sgancio meccanico è un accessorio utilizzato solo per l'arco compound, utilizzato per rilasciare la corda; di fatto sostituisce la patelletta o il guanto proteggi dita. Le dita dell'arciere non toccano la corda e si eliminano quasi del tutto le possibili interferenze di un rilascio manuale. Ne esistono di diversi colori e tipi, che cambiano radicalmente il modo di rilasciare: ci sono sganci a pressione, a grilletto, a depressione, a rotazione, "back-tension", tenuti tramite una fascia sul polso o con le dita.

### La faretra
La faretra è il contenitore delle frecce da scoccare. Ne esistono tantissimi differenti tipi, di cuoio, di plastica e in tessuto e altri materiali, da schiena o da fianco ed anche da applicare all'arco stesso. Molti arcieri realizzano da soli la propria faretra, altri la personalizzano soltanto, attaccando spille e benemerenze conquistate, o semplici portafortuna.
Pur esistendo faretre da fianco o da schiena, la maniera più corretta di portarla sarebbe alla cintura, ovvero nel modo in cui la portano gli arcieri professionisti. Nel Medioevo, quando l'arco era impiegato come arma, nessuno portava la faretra alla cintura perché impediva la mobilità all'arciere e rallentava la velocità d'estrazione delle frecce.

### Le protezioni
Le protezioni che può usare un arciere sono, oltre alla patelletta, parabraccio e paraseno (utilizzato anche dagli uomini). Possono essere costruite in diverso materiale, dal cuoio alla plastica, dal tessuto naturale o sintetico. Servono per proteggere l'arciere dai possibili colpi e dalle possibili abrasioni causate dalla corda durante il rilascio e, soprattutto il paraseno, per garantire alla corda un attrito sempre costante con il corpo dell'arciere, limitando il più possibile le interferenze.

## Roving, o tiro istintivo o intuitivo
Il Roving è una disciplina di tiro per molti aspetti analoga a quella praticata in altre federazioni anche se esistono fondamentali differenze. La principale riguarda i tipi di archi ammessi alle gare: solo archi tradizionali (sono esclusi i compound).
Lo spirito del Roving è quello di rendere la simulazione venatoria ancora più realistica attraverso la limitazione a un massimo di 30-35 metri delle distanze a cui possono essere posti i bersagli, preferibilmente tridimensionali, l'utilizzo per alcune piazzole di "tree-stand" (seggiolini posti sugli alberi), talora l'uso di lame da caccia, di punte "blunt" e di frecce "flu flu", un maggior numero di bersagli in movimento (senza limiti massimi di velocità) e a volte bersagli non segnalati sulla "tabella di piazzola" ma da cercare entro un certo limite di tempo all'interno di un'area delimitata. Oltre che realistiche, queste gare sono molto divertenti: spesso vengono inserite alcune piazzole realizzate con quello spirito "ludico" che è sempre apprezzato dalla maggioranza degli arcieri tradizionali. Il divertimento non inficia la validità arcieristica di queste gare, frequentate da arcieri di altissimo livello come da entusiasti con minore esperienza.
Nei roving è stato eliminato il libbraggio minimo degli archi, previsto dai primi regolamenti, che resta in vigore per il solo roving nazionale di tiro istintivo venatorio o per l'accesso ad alcuni premi speciali (categoria "Venatores").

## Nel mondo

### In Europa

#### Italia
In Italia esistono tre diverse federazioni di tiro con l'arco:
- Federazione Italiana Tiro con l'arco (FITARCO) fondata nel 1961
- Federazione Italiana Arcieri Tiro di Campagna (FIARC) fondata nel 1983
- Federazione Italiana armi sportive da caccia (FIDASC)

A queste si aggiunge l'Unione Italiana Sport per Tutti (UISP) caratterizzata dal particolare stile di tiro "Dinamico".

##### FITARCO
La pratica sportiva contemporanea, così come concepita e approvata dalla FITARCO, è ripartita in funzione del tipo di arco utilizzato, in:
- Arco olimpico (o ricurvo)
- Arco nudo
- Arco compound

Nonostante il materiale che compone gli archi non sia regolamentato, ormai quasi tutti i produttori, anche artigianali, utilizzano materiali ad alto contenuto tecnologico.
Per i riser il materiale più usato è la lega d'alluminio. Negli ultimi anni l'evoluzione sta portando all'uso di alluminio con inserti strutturali di carbonio incollati e versioni totalmente in fibra di carbonio. La costruzione dei flettenti è fatta con una sovrapposizione di strati alternati di vari materiali: legno-legno, legno-carbonio, schiuma sintetica-carbonio, ma ne sono stati creati anche con lamine ceramiche e inserti in titanio.

##### FIARC

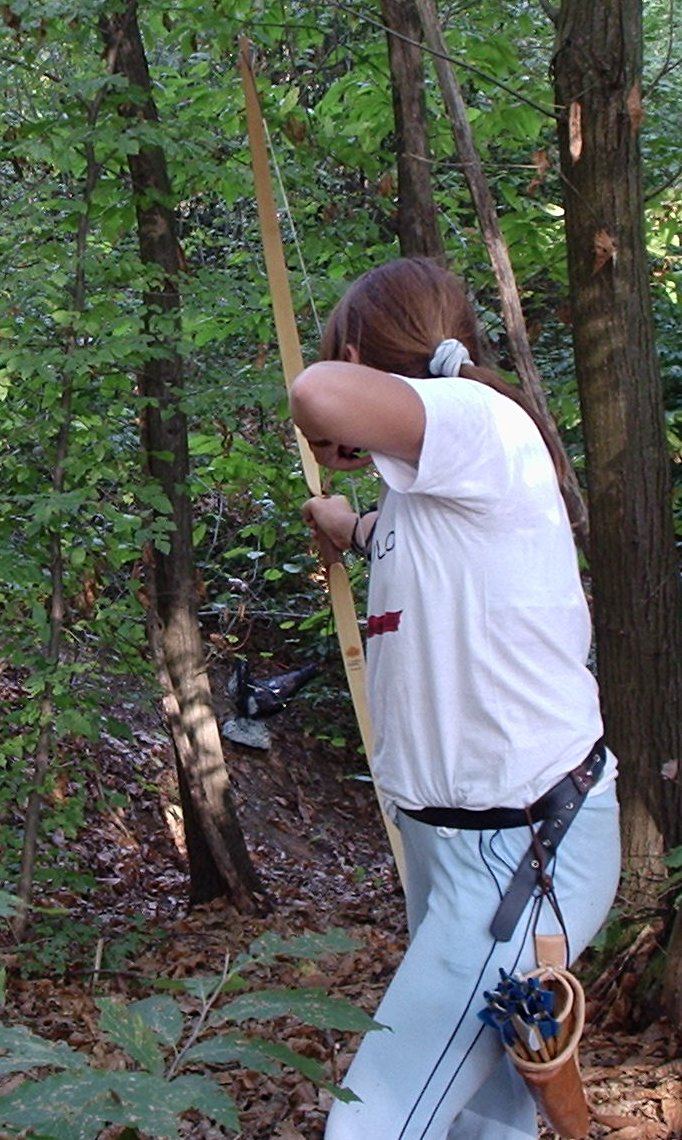
Un tipico tiro FIARC

Un altro tipo di tiro con l'arco è quella regolamentata dalla FIARC (prima Federazione Italiana ARcieri Cacciatori, poi diventata Federazione Italiana Arcieri Tiro di Campagna), in cui viene praticata un'attività venatoria simulata.
Il tiro FIARC si differenzia dal tiro FITARCO per alcune caratteristiche:
- Il tiro è sempre a distanza sconosciuta;
- Ogni tiro è diverso da tutti gli altri (non si tira mai allo stesso bersaglio dallo stesso picchetto);
- Si effettuano anche tiri a tempo limitato (es. tre frecce in venti secondi) e tiri a bersaglio mobile.
- Negli stili tradizionali (arco storico, ricurvo e longbow) non sono ammessi alcuni accessori (es. stabilizzatori, dragone, mirini) e viene imposta la "presa mediterranea" sulla corda (trazione con indice, medio ed anulare, con la freccia tra indice e medio.

Le competizioni si svolgono su percorso naturale (generalmente boschi o radure con macchie) in cui vengono ambientate le situazioni di caccia simulata utilizzando sia visuali bidimensionali (paglioni con sagome cartacee) che tridimensionali (sagome in resine plastiche); negli ultimi anni vengono utilizzati ormai quasi esclusivamente bersagli tridimensionali, che raggiungono un notevole realismo con un'ambientazione ben curata. Il percorso a piedi da compiere tra una piazzola e l'altra rende questo sport un'attività fisica sana e completa, anche se non esasperata e praticabile a qualunque età.

### FIDASC
Il tiro in questa specialità è sicuramente più semplice, più pratico rispetto a quello di specialità e si avvicina al tiro venatorio.
Di conseguenza è sicuramente meno esasperato.

#### Tiro UISP
L'Unione Italiana Sport per Tutti (UISP) - che con oltre 1.400.000 iscritti (2016) è la più grande associazione sportiva italiana (dati del 2016) - offre una gamma completa di attività di tiro con l'arco, come parte della Lega Sport e Giochi Tradizionali. Il settore "arcoUISP" promuove la pratica del tiro con l'arco in tutte le fasce di età, favorendo un approccio a questa disciplina che ha al suo centro la socializzazione, la condivisione di esperienze, l'attività di gruppo. In tutte le varianti del tiro con l'arco praticate, l'attenzione è focalizzata molto più sull'arciere che non sul bersaglio.
Le specialità che trovano spazio nella proposta ArcoUISP sono:
- Tiro Outdoor
- Tiro con Arco Storico
- Tiro Dinamico con l'arco

Il tiro Outdoor, come dice il suo nome, si pratica all'aperto ed è ispirato alla caccia con l'arco, anche se i bersagli non sono sagome di animali: l'arciere deve non solo colpire il bersaglio ma anche individuarlo nell'ambiente di gara. Il tiro è strutturato in modo da favorire l'intuito piuttosto che la precisione e i vari raduni che si svolgono in diverse regioni nell'arco dell'anno sono caratterizzati da un forte legame con il territorio ed ispirati alle sue caratteristiche: gare sulla neve, con ricerca dei bersagli nel bosco, con bersagli volanti o con percorsi particolarmente difficoltosi che rendono ogni ritrovo diverso dagli altri.
Il tiro con l'arco storico, si pratica con un arco completamente in materiale naturale (legno per arco e frecce, filati vari per la corda) tanto che nelle gare che vengono effettuate si controlla sempre l'attrezzatura e il costume che devono essere rigorosamente medioevali rischio la squalifica. Non si può mirare ma si deve praticare il tiro istintivo guardando il bersaglio con entrambi gli occhi. Per Tiro Dinamico tecnicamente si intende quella forma di tiro che il più possibile si avvicina "all’antico" (quando l'arciere non impugnava un attrezzo sportivo). L'arciere antico doveva potenziare doti di velocità, abilità di colpire bersagli in movimento, eseguire tiri in situazioni inusuali e ottenere massima efficacia e "potenza" in essi: tutte attitudini oggi dimenticate o comunque eclissate nell'ottica delle specializzazioni “sportive” dominanti, che puntano esclusivamente ad un agonismo fondato sulla sola precisione e sullo sviluppo tecnologico dell'arma.